# كيران بيكان
ويناند كيران مادهانكومار بيكان (بالهولندية: Kiran Bechan)‏ (من مواليد 12 سبتمبر 1982 في أمستردام) المعروف باسم كيران بيكان هو لاعب كرة قدم محترف في هولندا.

## المسيرة الرياضية
كان بيكان خريج أكاديمية أياكس أمستردام لكرة القدم ولعب لأول مرة في 1 أبريل 2001 ضد رودا. لم يستطع الترقي إلى الفريق الأول في أياكس أمستردام وتم إعارته إلى سبارتا روتردام في يناير 2003 فقط ليتم استدعاؤه من قبل أياكس أمستردام ليتم بيعه على غرونينغن في نوفمبر 2004. أعير إلى دين بوستش في صيف عام 2006 وفي صيف عام 2007 قام غرونينغن بتسريحه وانتقل إلى الخارج للانضمام إلى إيركوليس الإسباني حيث تم إلغاء عقده بالتراضي. ثم عاد إلى هولندا للعب لإيمن من الدرجة الثانية.
جرب حظه في الخارج مرة أخرى عندما انضم إلى إيرميس أراديبو في قبرص ثم خاض موسم في معيذر في قطر. بعد قضاء بعض الوقت في إف كي أتيراو الكازاخستاني اعتزل بيكان عندما لم يتمكن من العثور على نادٍ جديد.